# Els condemnats de la terra
Els condemnats de la terra (francès: Les Damnés de la Terre) és un llibre de 1961 del psiquiatre Frantz Fanon, en què l'autor forneix una anàlisi psiquiàtrica i psicològica dels efectes deshumanitzadors de la colonització sobre l'individu i la nació, i debat sobre les implicacions socials, culturals i polítiques més àmplies i inherents a l'establiment d'un moviment social per a la descolonització d'una persona i d'un poble. El títol en francès deriva de la lletra inicial de «La Internacional». L'any 2020 l'obra va ser traduïda al català per Maria Llopis i publicada en coedició per Tigre de Paper Edicions i Pol·len Edicions.

## Resum
A través de crítiques al nacionalisme i a l'imperialisme, presenta una disquisició sobre la salut mental personal i social, l'ús del llenguatge (vocabulari) s'aplica a l'establiment d'identitats imperialistes, com a «colonitzadores» i «colonitzades», per ensenyar i modelar psicològicament el nadiu i el colon en els seus respectius papers d'«esclau» i «amo», així com també sobre el paper de l'intel·lectual en una revolució. Fanon proposa que els revolucionaris haurien de buscar l'ajut del lumpenproletariat per proporcionar la força necessària per dur a terme l'expulsió dels colons. A la teoria marxista tradicional, el lumpenproletariat és l'estrat més baix i degradat del proletariat (especialment criminals, vagabunds i aturats), persones que no tenen consciència de classe per participar en la revolució anticolonial.
Fanon aplica el terme «lumpenproletariat» als súbdits colonials que no participen de la producció industrial, especialment la pagesia, perquè, a diferència del proletariat urbà (la classe obrera), el lumpenproletariat té prou independència intel·lectual de la ideologia dominant de la classe dominant colonial, fàcilment per comprendre que poden revoltar-se contra l'statu quo colonial i descolonitzar la seva nació. Un dels assaigs inclosos al llibre és Sobre la cultura nacional, en el qual Fanon posa de manifest la necessitat que cada generació descobreixi la seva missió i lluiti per ella.

## Sobre la cultura nacional

### Resum
A l'assaig Sobre la cultura nacional proposa definir com pot sorgir una cultura nacional entre les antigues nacions colonitzades de l'Àfrica i les que restaven pendents, en el moment de la seva publicació el 1961. En lloc de dependre d'una comprensió orientalitzada i fetitxitzada de la història precolonial, argumenta que s'hauria de construir una cultura nacional sobre la resistència material d'un poble contra la dominació colonial. Fanon narra l'assaig fent referència al que ell anomena «intel·lectual colonitzat».

#### El retorn a la història precolonial
Per a Fanon, els colonitzadors intenten escriure la història precolonial d'un poble colonitzat com a «barbàrie, degradació i bestialitat» per tal de justificar la supremacia de la civilització occidental. Per trastocar la supremacia de la societat colonial, escriu Fanon, l'intel·lectual colonitzat sent la necessitat de tornar a la seva cultura anomenada «bàrbara», per demostrar la seva existència i el seu valor en relació amb Occident.
Fanon suggereix que els intel·lectuals colonitzats sovint cauen en el parany d'intentar demostrar l'existència d'una cultura africana o cultura negra comuna. Segons Fanon, es tracta d'un carreró sense sortida perquè originàriament van ser els colons els que van essencialitzar tots els pobles d'Àfrica com a «negres», sense tenir en compte cultures i històries nacionals diferents. Això apunta al que Fanon veu com una de les limitacions del moviment negre. En articular una identitat continental, basada en la categoria colonial dels «negres», Fanon argumenta que «els homes que es van proposar encarnar-la es van adonar que totes les cultures són abans que res nacionals».
Un intent entre els intel·lectuals colonitzats de tornar a la cultura precolonial de la nació és, finalment, una recerca infructuosa, segons Fanon. Més que una cultura, l'intel·lectual posa l'èmfasi en les tradicions, els vestits i els tòpics, que romanticitzen la història de la mateixa manera que ho faria el colon. El desig de reconsiderar la història precolonial de la nació, fins i tot si es tradueix en tòpics orientalitzats, segueix marcant un gir important, ja que rebutjant l'eurocentrisme normalitzat del pensament colonial, aquests intel·lectuals proporcionen una «condemna radical» de la major empresa. Aquesta condemna radical assoleix el seu ple significat quan considerem que «l'objectiu final de la colonització", segons Fanon, «era convèncer la població indígena que els salvaria de la foscor». Segons Fanon, una negativa persistent entre els pobles indígenes a amonestar les tradicions nacionals davant el domini colonial és una demostració de nacionalitat, però que manté una idea fixa de la nació com una cosa del passat, un cadàver.

#### La lluita com a lloc de la cultura nacional
En última instància, argumenta que l'intel·lectual colonitzat haurà d'adonar-se que una cultura nacional no és una realitat històrica que espera descobrir-se en un retorn a la història i tradició precolonials, sinó que ja existeix en la realitat nacional actual. La lluita nacional i la cultura nacional es relacionen inextricablement en l'anàlisi de Fanon. Lluitar per l'alliberament nacional és lluitar pel terreny en què una cultura pot créixer, ja que Fanon conclou que una cultura nacional no pot existir en condicions de dominació colonial.
Un gir decisiu en el desenvolupament dels intel·lectuals colonitzats és quan deixen de dirigir-se a l'opressor en la seva feina i comencen a adreçar-se al seu propi poble. Això produeix sovint el que anomena «literatura de combat», un escrit que demana al poble que emprengui la lluita contra l'opressor colonial. Aquest canvi es reflecteix en tots els modes d'expressió artística de la nació colonitzada, des de la literatura a la terrissa, passant per la ceràmica i la tradició oral. Fanon utilitza específicament l'exemple dels narradors algerians que canvien el contingut i l'estil de les seves històries tradicionals per reflectir el moment actual de lluita contra el domini colonial francès. També considera el moviment del bebop jazz a Amèrica com un gir similar, en el qual els músics de jazz negres van començar a desvincular-se de la imatge que els imposava un imaginari blanc-sureny. Mentre que el trop habitual dels músics de jazz afroamericans era, segons Fanon, «un vell negre, amb cinc whiskies a sobre que lamentava la seva desgràcia», el bebop estava ple d'una energia i dinamisme que resistien i minaven el tropisme racista comú.
Per a Fanon, la cultura nacional està íntimament lligada a la lluita per la pròpia nació, el fet de viure i comprometre's amb la realitat actual que dona lloc a la gamma de produccions culturals. Això es podria resumir millor en la idea de Fanon de substituir el «concepte» pel «múscul». Fanon suggereix que la pràctica i l'exercici real de la descolonització, en lloc de la descolonització com a recerca acadèmica, és el que constitueix la base d'una cultura nacional.

#### Cap a una consciència internacional
Al finalitzar l'assaig, l'autor té cura d'assenyalar que construir una cultura nacional no és un fi a si mateix, sinó una etapa cap a una solidaritat internacional més gran. La lluita per la cultura nacional indueix a la ruptura de l'estatus inferior que el procés de colonització va imposar a la nació, que al seu torn produeix una «consciència nacional». Aquesta consciència nacional, nascuda de la lluita empresa pel poble, representa la forma més alta de cultura nacional, segons Fanon. Mitjançant aquest procés, la nació alliberada emergeix com un jugador igual a l'escenari internacional, on una consciència internacional pot descobrir i avançar un conjunt de valors universalitzadors.

## Recepció
En el pròleg de l'edició original de 1961 del llibre, Jean-Paul Sartre va donar suport a Frantz Fanon en la defensa, per via de la violència, de la gent colonitzada contra el colonitzador, com a mitjà necessari per a la seva salut mental i alliberament polític. Més tard, Sartre va aplicar aquests conceptes a la introducció de Colonialism and Neocolonialism (1964), una crítica político-filosòfica del colonialisme algerià de França. L'enfocament polític es deriva del primer capítol del llibre, Sobre la violència, en què Fanon indica el colonialisme i els seus llegats postcolonials, per als quals la violència és un mitjà de catarsi i d'alliberament de ser un subjecte colonial. En el pròleg de l'edició de 2004 de The Wretched of the Earth, Homi K. Bhabha va criticar la introducció de Sartre, afirmant que limita l'enfocament del llibre per centrar-se en la seva promoció de la resistència violenta a l'opressió. Després del 1967 la introducció de Sartre va ser retirada de les noves edicions per la vídua de Fanon, Josie. Entrevistada el 1978 a la Universitat de Howard, va dir: «Quan Israel va declarar la guerra als països àrabs, hi havia un gran moviment prosionista a favor d'Israel entre els intel·lectuals occidentals (francesos). Sartre va participar en aquest moviment. Va signar peticions per afavorir Israel. Vaig sentir que les seves actituds prosionistes eren incompatibles amb l'obra de Fanon». El professor de sociologia Anthony Elliott va escriure que el llibre de Fanon era una obra «seminal».
Els escrits de Fanon sobre la cultura han inspirat bona part dels debats postcolonials contemporanis sobre el paper de la cultura nacional en les lluites d'alliberament i la descolonització. En particular, l'historiador Robert J. C. Young acredita parcialment Fanon per haver inspirat un interès sobre la manera com es produeix l'experiència humana individual i la identitat cultural en l'escriptura postcolonial. La teoria de Fanon sobre la cultura nacional com a lluita per derrocar el domini colonial va ser, en primer lloc, un allunyament radical d'altres consideracions culturals que tenien una visió més històrica i etnogràfica.

### Crítica
Alguns teòrics que treballen en estudis postcolonials han criticat el compromís de Fanon amb la nació com a reflex d'una tendència essencialista i autoritària en els seus escrits. En resposta a Sobre la cultura nacional, Christopher L. Miller, professor d'estudis afroamericans i francès a la Universitat Yale, culpa a Fanon de considerar la nació com el lloc indiscutible de la resistència anticolonial, ja que les fronteres nacionals es van imposar als pobles africans durant la Cursa per l'Àfrica. Segons Miller, la manca d'atenció a la imposició i artificialitat de les fronteres nacionals a l'Àfrica passa per alt les diferències culturals i lingüístiques de cada país que fan que teoritzar una cultura nacional unificada, com fa Fanon, sigui problemàtica. Miller també critica a Fanon per seguir gran part del «pensament occidental post-il·lustrat» tractant històries particulars o locals com a subordinades a la lluita universal o global de la nació.
Neil Lazarus, professor de la Universitat de Warwick, ha suggerit que Sobre la cultura nacional de Fanon subratlla el sentit de la consciència política unificada a la pagesia en la seva lluita per derrocar els sistemes de poder colonials. En particular, Lazarus argumenta que la idea d'una "consciència nacional" no s'ajusta a la història de la revolució algeriana, en la qual Fanon va estar molt implicat, ja que quan el país va obtenir la independència el 1962 després d'una guerra d'alliberament de 8 anys, la població va ser en gran part desmobilitzat. Segons Lazarus, la militància camperola en l'anàlisi de Fanon es converteix en la justificació exacta de la seva teoria, però no existeix necessàriament en el sentit material.
En el pròleg de l'edició de 2004 de Wretched of the Earth, Homi K. Bhabha també va assenyalar alguns dels perills de l'anàlisi de Fanon a Sobre la cultura nacional. Va escriure que la dedicació de Fanon a una consciència nacional es pot llegir com una demanda «profundament preocupant» d'homogeneïtat cultural i el col·lapse de la diferència. Bhabha, però, suggereix que la visió de Fanon és d'estratègia i qualsevol enfocament en l'homogeneïtat de la nació no s'hauria d'interpretar com un «nacionalisme de mentalitat estreta», sinó un intent de trencar els binaris imposats a l'era de la Guerra Freda del capitalisme contra el socialisme o l'Est contra l'Oest.

### Essencialisme estratègic
Alguns estudiosos han assenyalat les similituds entre la concepció de Fanon de la cultura nacional i l'essencialisme estratègic. L'essencialisme estratègic és un concepte popular dels estudis postcolonials, que va ser encunyat per Gayatri Chakravorty Spivak a la dècada de 1980. El concepte reconeix la impossibilitat de definir un conjunt d'atributs essencials a un grup o identitat, alhora que reconeix la importància d'algun tipus d'essencialisme per mobilitzar-se per a l'acció política. Aquesta justificació està present a l'argumentari de Sobre la cultura nacional, ja que qualsevol essencialisme de la identitat cultural nacional era bàsicament un pas estratègic cap a la superació de l'assimilació del colonialisme i la construcció d'una consciència internacional on es dissolgués la dicotomia de colonitzats i colonitzadors.

### Relació amb el moviment negre
Sobre la cultura nacional també és una notable reflexió sobre la complexa història de Fanon amb el moviment negre. Aimé Césaire, professor de Fanon i una important font d'inspiració intel·lectual al llarg de la seva carrera, va ser el cofundador del moviment. Tot i que el pensament de Fanon sovint es creuava amb figures associades al moviment negre, incloent-hi un compromís per eliminar l'humanisme dels seus elements racistes i una dedicació general al panafricanisme de diverses formes, a Sobre la cultura nacional va ser bastant crític amb el moviment negre, sobretot tenint en compte el seu context històric. L'última secció de l'assaig es va redactar inicialment com a discurs del Segon Congrés d'Escriptors i Artistes Negres a Roma: La unitat i les responsabilitats de la cultura negra africana (1959). Els problemes i les solucions presentats pel congrés, inspirats com eren pel moviment, sovint giraven al voltant de la presumpció que existia una cultura negra africana unificada. Alioune Diop, parlant com una de les figures clau del moviment a la conferència, va dir que el moviment negre tenia la intenció d'animar la cultura negra amb qualitats indígenes de la història africana, però no va fer menció a cap lluita material ni a una dimensió nacionalista. Mentrestant, al llarg de l'assaig, Fanon va subratllar les diferències culturals entre les nacions africanes i les lluites particulars que enfrontaven les poblacions negres, que requerien resistència material a nivell nacional. En una part de l'assaig escrit després d'haver pronunciat el discurs a la conferència, Fanon va criticar especialment els destacats escriptors i polítics del moviment negre Jacques Rabemananjara i Léopold Sédar Senghor, que van demanar la unitat cultural negra però es van oposar a la candidatura independentista d'Algèria a les Nacions Unides.